# Peale Inlet
Das Peale Inlet ist eine 26 km lange und vereiste Bucht im Norden der Thurston-Insel vor der Eights-Küste des westantarktischen Ellsworthlands. Sie liegt unmittelbar westlich der Noville-Halbinsel und wird im Westen durch die Kearns-Halbinsel begrenzt.
Ihre Position wurde anhand von Luftaufnahmen der United States Navy vom Dezember 1946 bei der Operation Highjump (1946–1947) bestimmt. Das Advisory Committee on Antarctic Names benannte sie 1955 nach dem US-amerikanischen Naturforscher und Künstler Titian Peale (1799–1885), einem Teilnehmer der United States Exploring Expedition (1838–1842) unter der Leitung des Polarforschers Charles Wilkes.